# Llombrígol
El llombrígol, melic, guixa o d'altres variants, és una marca que deixa el cordó umbilical a l'abdomen dels mamífers. En els humans, en un 90% és una petita depressió en el centre de l'abdomen i en la resta de casos una protuberància de pell sortint (les dones embarassades també solen tenir el melic sortit). S'usa com a via d'accés de la laparoscòpia.
El llombrígol pot ser eròtic i per això hi havia moltes restriccions a la seva exposició per part de la dona. Es pot decorar amb arracades o altres joies per ressaltar-lo.